# Denel 35mm Dual Purpose Gun
Denel 35mm Dual Purpose Gun (35DPG) is een nabijheidsverdedigingssysteem voor marineschepen van het Zuid-Afrikaanse defensiebedrijf Denel.
Het is bedoeld als laatste-kansverdediging tegen aanvalshelikopters, vliegtuigen en grond-grondraketten; maar kan ook ingezet worden tegen andere schepen en landdoelwitten.
Het systeem bestaat uit twee 35mm GA35-snelvuurkanonnen, naast elkaar gemonteerd in een toren met lage radarreflectie, een dopplerradar om doelwitten te vinden, een elektrisch-optisch volgsysteem, een console in de toren en een console voor de commandoruimte van het schip.
De kanonnen verschieten NAVO-standaard 35mm-patronen van verscheidene typen, waaronder HEI (hoogexplosief brandstichtend), SAPHEI (semi-pantserdoorborend hoogexplosief brandstichtend), APCI-T (pantserdoorborend brandstichtend met lichtspoor) en PRAC/PRAC-T (oefenmunitie/met lichtspoor).
In samenwerking met het Zwitserse Oerlikon Contraves is ook gebruik van AHEAD-munitie mogelijk.
AHEAD-patronen laten op 10 tot 40m van het doelwit een wolk van 152 metalen subprojectielen vrij die middels hun hoge kinetische energie het doelwit grote schade kunnen toebrengen.
Er worden salvo's van 25 patronen afgevuurd waarmee het systeem raketten op 1,5 tot 2,5km afstand onschadelijk kan maken.
De toren kan 360° draaien in iets meer dan vijf seconden en de kanonnen hebben een elevatie van min 10° tot plus 85°.
Het systeem kan op een dek geïnstalleerd worden zonder dekpenetratie.
Sinds 2005 werd het geplaatst op de vier Valour-fregatten van de Zuid-Afrikaanse marine.